# Wladislaw Kowalski
Wladislaw Kowalski (* 13. September 1927 in Joudreville, Département Meurthe-et-Moselle; † 15. April 2007) war ein französischer Fußballspieler und -trainer.

## Spielerkarriere
Der 172 Zentimeter große Abwehrspieler lief von 1947 an im Trikot eines Vereins aus dem lothringischen Ort Piennes auf, mit dem er 1950 den Sprung in die höchste französische Amateurliga schaffte. Mit der Mannschaft erreichte er ein Jahr darauf zudem den ersten Tabellenplatz in ihrer Gruppe, was allerdings nicht im Aufstieg resultierte.
Ein Jahr nach dem gescheiterten Aufstieg gelang dem Spieler dennoch die Aufnahme in den Profifußball, als er 1952 beim Zweitligisten SCO Angers unterschrieb. Bei Angers konnte er sich von Beginn an im Team etablieren und wurde nach einiger Zeit zum unverzichtbaren Leistungsträger, sodass er im Verlauf der Spielzeit 1955/56 bei allen 38 Partien der zweiten Liga auf dem Platz stand. Diese Saison brachte für den Klub dank eines zweiten Platzes zugleich den Aufstieg in die höchste nationale Spielklasse mit sich. Somit erreichte Kowalski im Jahr 1956, in dem er bereits 29 Jahre alt wurde, sein Erstligadebüt und blieb auch danach fester Bestandteil der Mannschaft; die meiste Zeit über war er zudem Kapitän. Neben den Erfolgen in der Liga stand Angers im nationalen Pokalfinale 1957, das allerdings mit 3:6 gegen den FC Toulouse verloren ging und Kowalski den erhofften nationalen Titel dementsprechend nicht einbringen konnte. In der obersten Spielklasse konnte er sich mit dem Verein in den folgenden Jahren festsetzen, wobei ein vierter Rang 1958 die beste Platzierung darstellte. Noch mit 33 Jahren wurde der Verteidiger bei allen Spielen der Saison 1960/61 aufgeboten; dennoch kehrte er zu deren Ende Angers nach neun Jahren den Rücken und verließ auch die erste Liga, in der er 178 Partien ohne Torerfolg bestritten hatte.
1961 wechselte der Profi, der auf den Spitznamen „Koko“ hörte, zum Zweitligisten FC Grenoble, mit dem er 1962 die Zweitligameisterschaft holte und zugleich in die erste Liga aufstieg; er entschied sich jedoch gegen eine Rückkehr dorthin und ging zum Zweitligakonkurrenten FC Limoges. In Limoges zählte der damals 35-Jährige Fußballer trotz seines Alters zu den Leistungsträgern und verpasste in der Spielzeit 1962/63 keine einzige Partie. An deren Ende zog er sich dennoch aus dem Profifußball zurück. Die Aufnahme in die A-Nationalmannschaft Frankreichs blieb ihm verwehrt, doch spielte Kowalski während seiner Zeit in Piennes für die Amateurmannschaft des Landes.

## Trainerkarriere
Im Anschluss an das Ende seiner Profikarriere fand Kowalski 1963 beim Amateurverein FC Aurillac Arbeit, wo er als Spielertrainer vorgesehen war. Zwar kam er mit dem Klub nie über eine Zugehörigkeit zur Division d’Honneur hinaus, doch konnte er sein Amt trotz allem langjährig ausführen; dabei blieb er dem Team auch als Spieler erhalten und gab das aktive Spielen erst auf, als er 1974 mit 46 Jahren seinen Trainerposten verlor. Im selben Jahr wurde er als Trainer beim ebenfalls unterklassigen FC Bressuire eingestellt, wo er bis 1975 arbeitete.